# Scuderia Cameron Glickenhaus SCG 003
Scuderia Cameron Glickenhaus SCG 003 (разработанный под кодовым обозначением P33) — ограниченная серия спортивных и гоночных автомобилей, разработанных и выпускаемых американским автопроизводителем Scuderia Cameron Glickenhaus LLC. Впервые анонсированный как P33 в 2013 году, SCG 003 был представлен в 2015 модельном году на Женевском автосалоне.

## Описание
SCG 003 был спроектирован в Италии Паоло Гареллой в ателье Pininfarina. Разработкой интерьера и экстерьера руководили Лоуи Вермеерш, Джованни Пиккардо и Горан Попович из Турина.
18 июля 2017 года заявка Scuderia Cameron Glickenhaus LLC в NHTSA на статус мелкосерийного производителя была «одобрена», что позволило ей производить до 325 автомобилей «под ключ» в год, которые не должны соответствовать федеральным стандартам краш-тестов и подушек безопасности, но по-прежнему должны соответствовать стандартам выбросов и безопасности в штате, в котором они зарегистрированы.
Всего планировалось выпустить три варианта: SCG 003C, SCG 003CS и SCG 003S. Вариант, который участвовал в гонке 24 часа «Нюрбургринга», получил название 003C или «Competizione». Это одобренный FIA гоночный автомобиль с серийным двигателем V6, трансмиссией Hewland и гоночными аэродинамическими деталями.
003CS или «Competizione Stradale» находится между версиями Stradale и Competizione с точки зрения спецификации и цены. 003CS — дорожная версия 003, ориентированная на трек, но с минимальным количеством допущений.
003S или «Stradale», третья модель в серии 003, является более роскошной версией 003C, отличающейся «удобным для жизни» интерьером и удобными для улиц аэродинамическими характеристиками.
И Stradale, и Competizione Stradale в стандартной комплектации поставляются с шинами, разрешёнными для эксплуатации на дорогах общего пользования, и 4,4-литровым двигателем BMW V8 с двойным турбонаддувом, чтобы соответствовать нормам выбросов.

## Технические характеристики
Гоночная версия под названием SCG 003C, где буква C обозначает «Competizione», приводится в движение 3,5-литровым двигателем Honda HR35TT V6 с двойным турбонаддувом мощностью 373 кВт (500 л. с.). Двигатель был настроен итальянской компанией Autotechnica Motori. Масса составляет 1350 кг.
003CS, модель между 003C и 003S, где CS обозначает «Competizione Stradale», имеет ту же выходную мощность, что и 003S, и использует тот же двигатель, но имеет новое заднее антикрыло из углеродного волокна и аэродинамические детали. Масса составляет 1179 кг. 003CS предназначен для трек-дня, который может быть признан пригодным для использования на дорогах общего пользования после установки дорожных шин и номерных знаков.
Дорожная модель под названием SCG 003S, где буква S обозначает «Stradale», оснащена двигателем BMW S63 V8 объёмом 4,4 л с двойным турбонаддувом мощностью 559 кВт (750 л. с.) и крутящим моментом 800 Н⋅м. Масса составляет 1300 кг, а разгон до 60 миль в час происходит за 3 секунды. Максимальная скорость автомобиля 249 км/ч. 003S способен достигать бокового ускорения 2,0 G. Шасси изготовлено из углеродного волокна. Двигатель сочетается в паре с семиступенчатой трансмиссией с двумя сцеплениями.

## Галерея

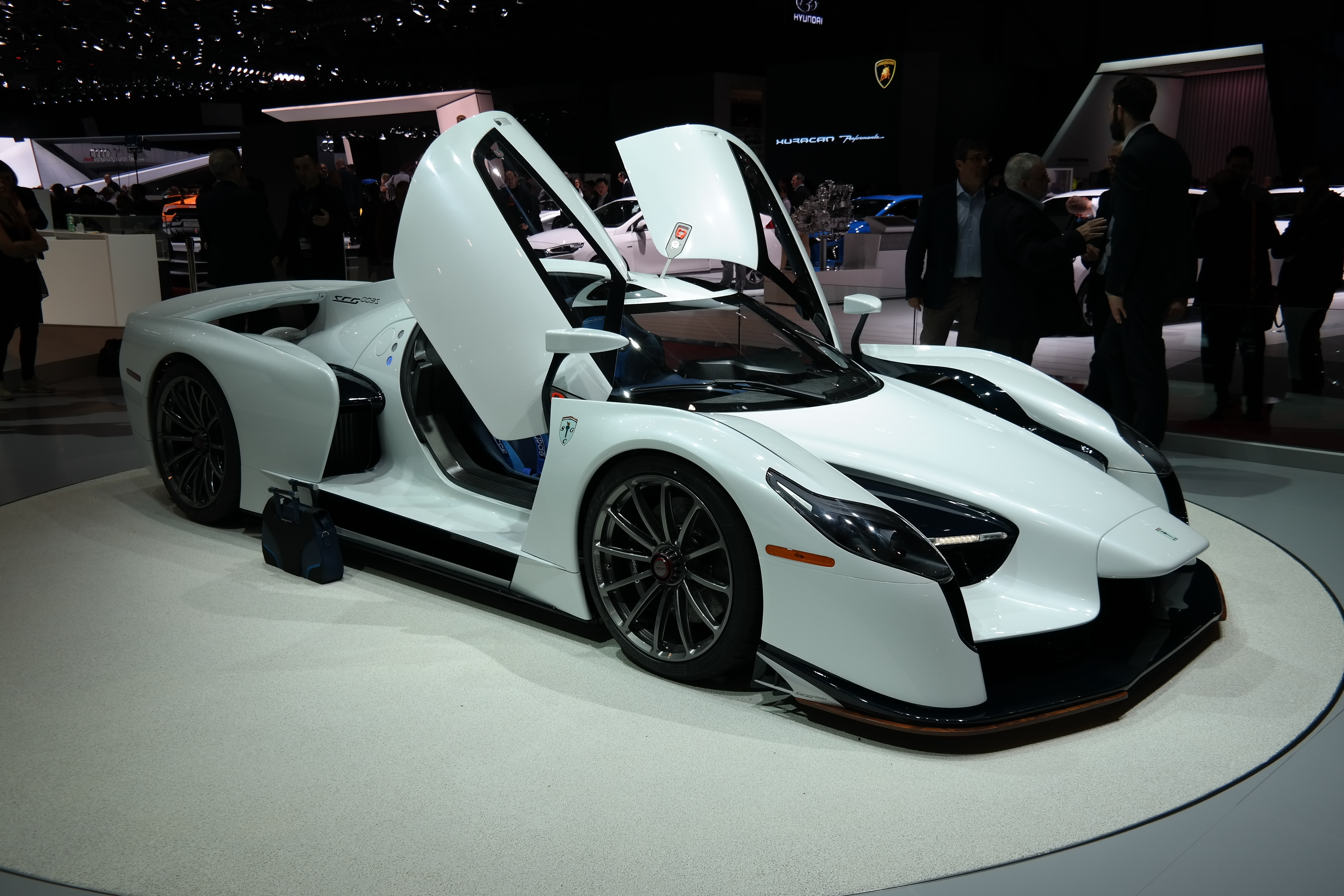
SCG 003S
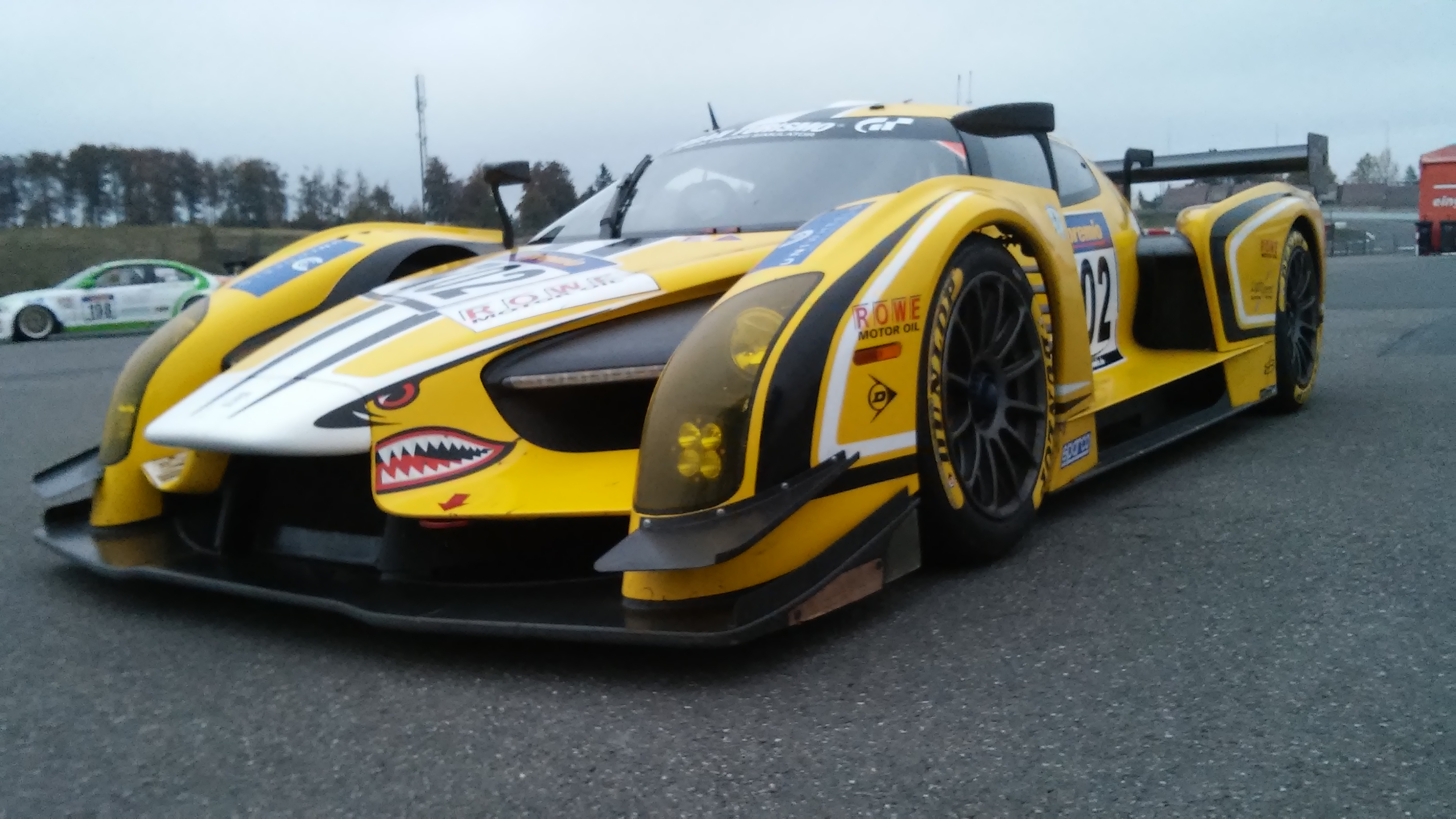
SCG 003C